# Chitãozinho
Chitãozinho, OMC nome artístico de José Lima Sobrinho (Astorga, 5 de maio de 1954), é um cantor, compositor, músico, e produtor musical brasileiro, que faz parte da dupla de música sertaneja Chitãozinho & Xororó, junto com seu irmão mais novo Xororó.
Chamado carinhosamente de Chitão pelos amigos e fãs e por seu irmão, tem três filhos, Aline e Allison, do seu primeiro casamento com Adenair Lima, e Enrico, do seu segundo casamento com Márcia Alves (ex-Banana Split).
Em maio de 2019, Chitãozinho se tornou embaixador do Rio Araguaia a convite do governador de Goiás, Ronaldo Caiado, durante o projeto "Juntos Pelo Araguaia", promovido pelos governos de Goiás e Mato Grosso e apoiado pelo presidente da República Jair Bolsonaro, que prevê a recuperação das nascentes e de recarga da Bacia do Rio Araguaia em 27 municípios do dois estados.
No dia 30 de novembro do mesmo ano, Chitãozinho cantou pela primeira vez com seu filho caçula, Enrico, no programa Altas Horas, da Rede Globo. Eles cantaram juntos a música "Fogão de Lenha", de Chitãozinho & Xororó e que Chitãozinho e Enrico gravaram juntos em homenagem ás mães. Enrico também canta profissionalmente, assim como o pai, e pretende lança seu primeiro EP em 2020.

## Discografia
De acordo com o site oficial, a dupla já passou de 35 milhões de discos vendidos.
- Moreninha Linda (1969)
- Chitãozinho & Xororó (1970)
- A Mais Jovem Dupla do Brasil (1972)
- Caminhos de Minha Infância (1974)
- A Força Jovem da Música Sertaneja (1976)
- A Força Jovem da Música Sertaneja - Vol. II (1977)
- 60 Dias Apaixonado (1979)
- Amante Amada (1981)
- Somos Apaixonados (1982)
- Amante (1984)
- Fotografia (1985)
- Coração Quebrado (1986)
- Meu Disfarce (1987)
- Nossas Canções Preferidas (1989)
- Os Meninos do Brasil (1989)
- Cowboy do Asfalto (1990)
- Planeta Azul (1991)
- Tudo por Amor (1993)
- Coração do Brasil (1994)
- Chitãozinho & Xororó (1995)
- Clássicos Sertanejos (1996)
- Em Família (1997)
- Na Aba do Meu Chapéu (1998)
- Alô (1999)
- Inseparáveis (2001)
- Festa do Interior (2002)
- Minha Vida, Minha Música (2002)
- Aqui o Sistema é Bruto (2004)
- Vida Marvada (2006)
- Se For pra Ser Feliz (2009)
- Tom do Sertão (2015)
- Tempo de Romance (2020)

## Filmografia
| Ano  | Título             | Papel        |
| ---- | ------------------ | ------------ |
| 2014 | Festival Sertanejo | Apresentador |
| 2018 | Coração de Cowboy  | Ele mesmo    |